# 윌리엄 히긴보덤

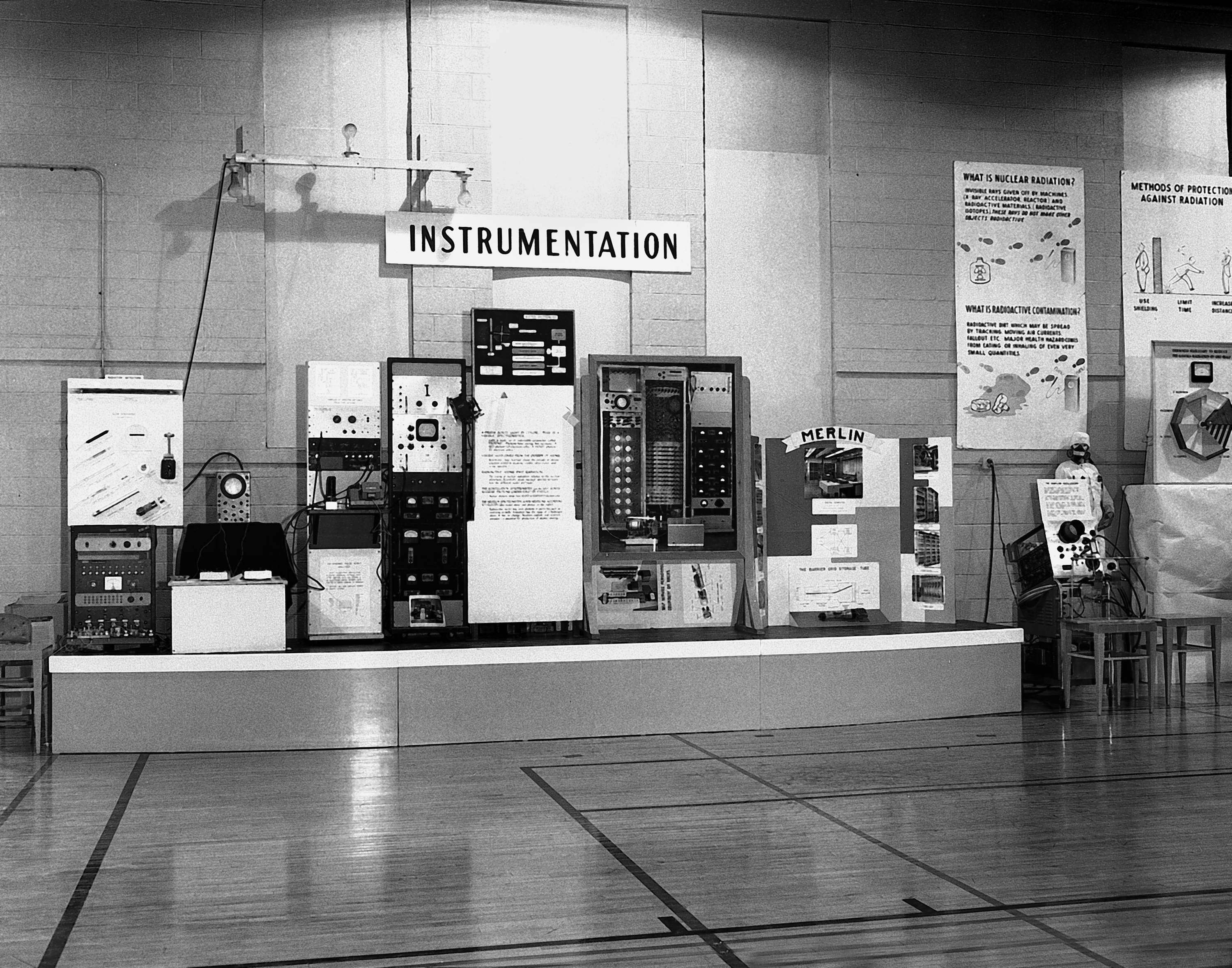
테니스 포 투의 1958년 전시.

윌리엄 히긴보덤(William Higinbotham, 1910년 10월 25일 ~ 1994년 11월 10일)은 미국의 물리학자였다. 최초의 핵무기를 개발한 팀의 일원이었으나 나중에 비핵화 운동의 지도자로 활동했다. 1958년 최초의 상호작용 아날로그 컴퓨터 게임이자 그래픽 디스플레이를 사용한 최초의 전자식 게임들 가운데 하나인 테니스 포 투 개발을 통해 비디오 게임의 역사에 기록을 남겼다.

## 생애
히긴보덤은 커네티컷 브리지포트에서 태어나 뉴욕 칼레도니아에서 자랐다. 아버지는 장로교의 목사였다. 1932년 윌리엄스 칼리지에서 학사 학위를 받았고 코넬 대학교에서 연구를 계속해나갔다. 1941년부터 1943년까지 MIT에서 레이다 시스템 작업을 하였다.